# Saint-Martin-le-Vieux

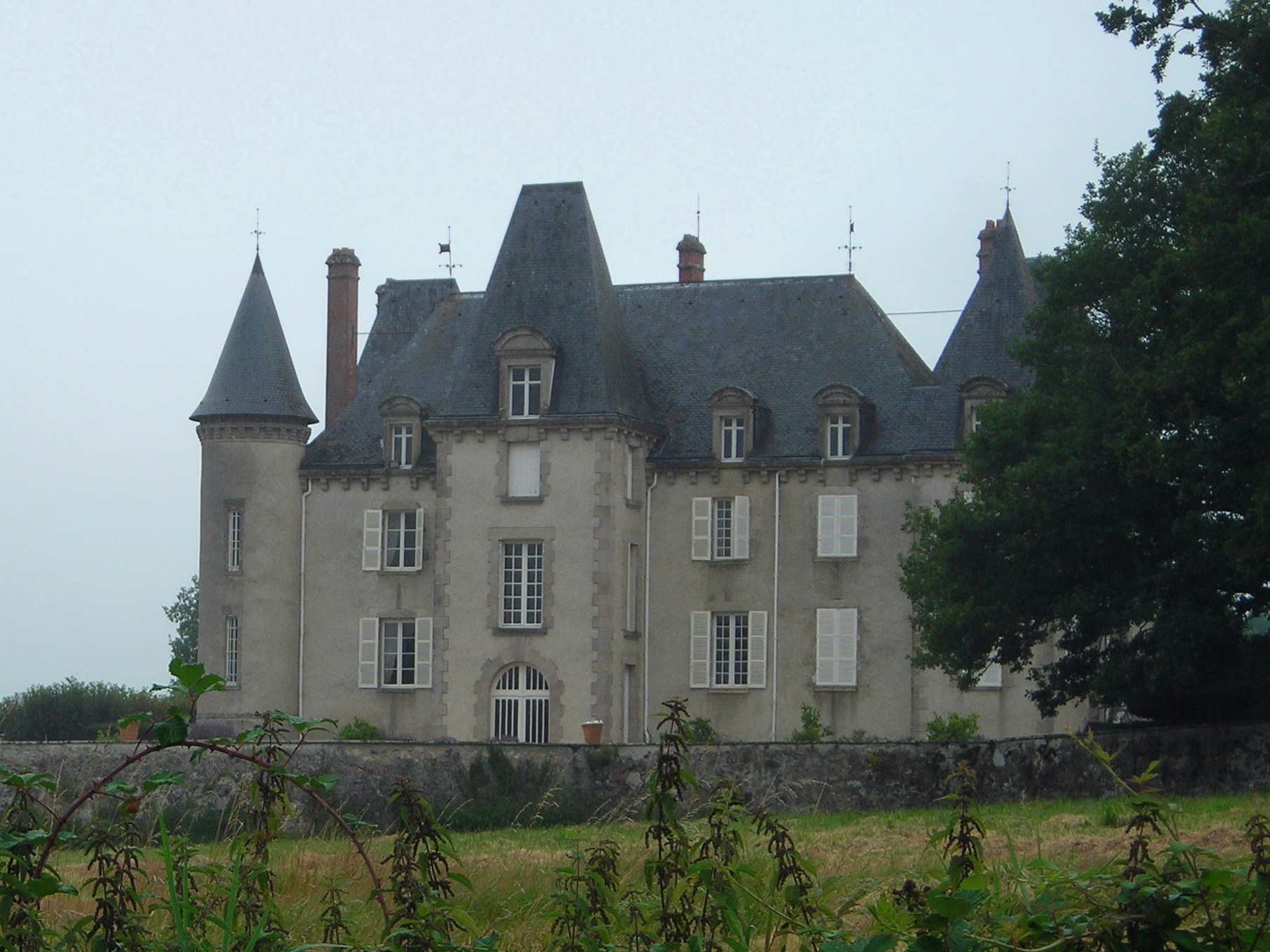
Zamek Judie w Saint-Martin-le-Vieux (2007)

Saint-Martin-le-Vieux – miejscowość i gmina we Francji, w regionie Nowa Akwitania, w departamencie Haute-Vienne.
Według danych na rok 1990 gminę zamieszkiwało 719 osób, a gęstość zaludnienia wynosiła 41 osób/km² (wśród 747 gmin Limousin Saint-Martin-le-Vieux plasuje się na 183. miejscu pod względem liczby ludności, natomiast pod względem powierzchni na miejscu 393.).

## Populacja

Populacja Saint-Martin-le-Vieux w latach 1962–2008